# Schreck Ferenc
Schreck Ferenc (Dorog, 1969. április 4. –) zeneművész.

## Tanulmányai, munkássága
A Liszt Ferenc Zeneművészeti Főiskolán diplomázott jazzharsona szakon. Dolgozott a magyar rádió zenekarában, számos hazai pop-, rock-, dzsesszlemezen közreműködött hangszerével. Különböző pop- és dzsesszformációk alkalmi és állandó tagja (pl. Budapest Jazz Orchestra, Oláh Kálmán szextett, Charlie stb.).

## Kitüntetés
- eMeRTon-díj – 1997